# Bergslok
Bergslok, Melica nutans (även kallat slokgräs), är ett flerårigt grönt gräs med upp till 60 cm långa strån som växer i bland annat löv- och barrskog samt i skogsbryn. Stråna hänger med topparna. Den har en smal vippa med småaxen placerade på små vippgrenar och alla på samma sida. Det vetenskapliga artepitetet nutans betyder just "nickande", "svajande" (av nutare = luta), medan Melica betyder "bovete" på medeltidslatin.

## Bergslok i Sverige
Bergsloken är vanligt förekommande i hela landet.

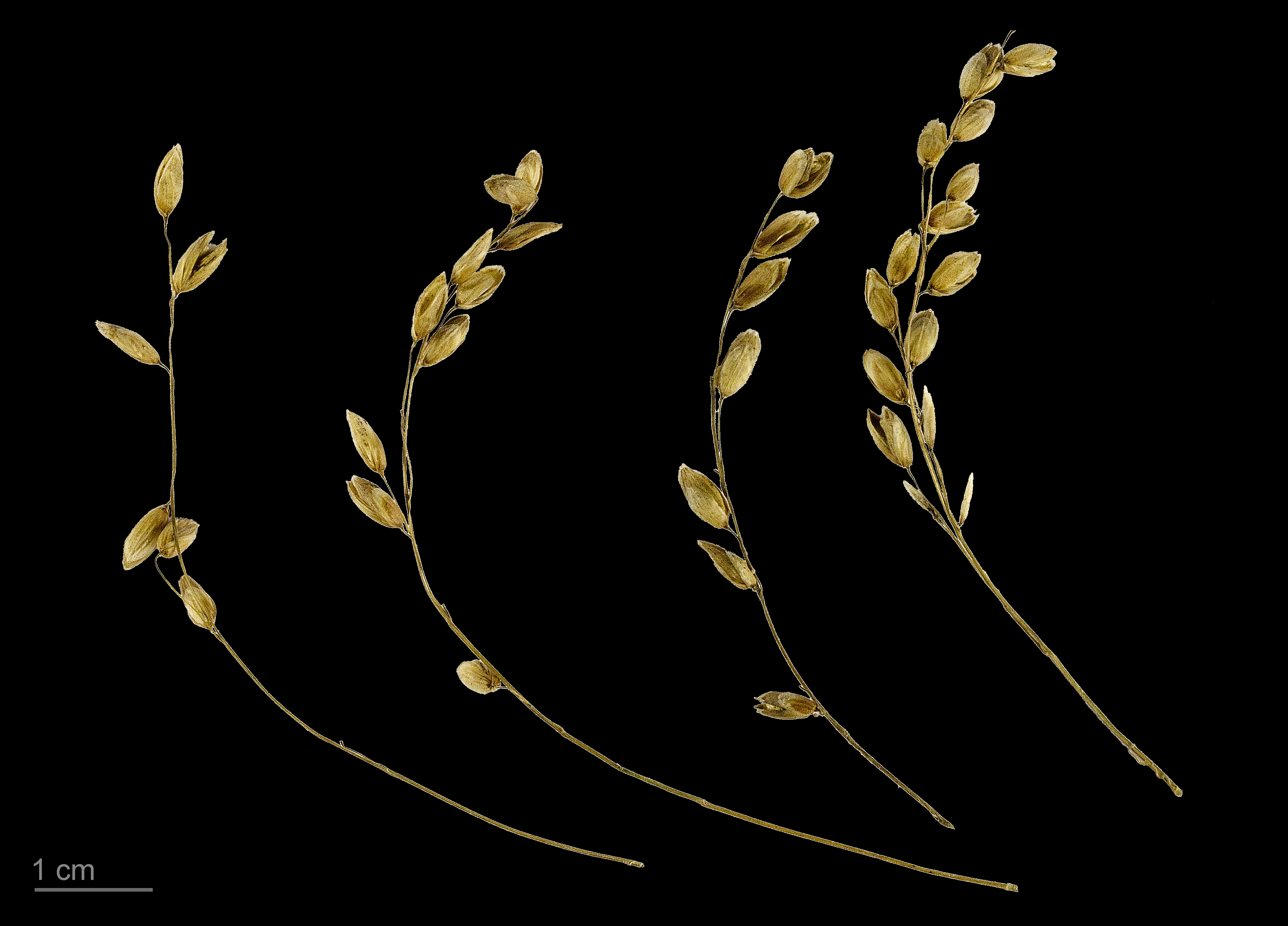
Melica nutans